# GP Papenburg Maschinenbau
Die GP Papenburg Maschinenbau GmbH ist ein Maschinenbauunternehmen mit Sitz im thüringischen Nordhausen. Es geht auf eine im Jahr 1841 von Oscar Kropff gegründete Kupfer- und Messingschmiede zurück, die nach einer Übernahme 1885 als Schmidt, Kranz & Co. firmierte. 1937 kam (bis 1945) die Normag GmbH als Tochterunternehmen für die Schlepperfertigung hinzu. Nach dem Zweiten Weltkrieg und der anschließenden Verstaatlichung erhielt der Betrieb den Namen VEB ABUS Nordhausen und wurde auf die Produktion von Baggern ausgerichtet. Als VEB Maschinenbau Nordhausen bzw. später VEB Schwermaschinenbau NOBAS Nordhausen (kurz Nobas) bestand der Betrieb mit zeitweise bis zu 2000 Mitarbeitern bis zur Wende. Die Übernahme durch die GP Günter Papenburg AG 1993 sicherte den Fortbestand. Gegenwärtig fertigt das Unternehmen mit seinen rund 120 Mitarbeitern (Stand 2015) Grader unter dem Markennamen HBM in verschiedenen Größen- und Leistungsklassen.

## Geschichte
Seinen Anfang nahm das Unternehmen mit der Gründung einer Kupfer- und Messingschmiede durch Oscar Kropff im Jahr 1841. Der kleine Handwerksbetrieb begann 1860 mit der Fertigung von Eismaschinen und wurde 1871 in eine Aktiengesellschaft umgewandelt. Einige Jahre später geriet der Betrieb in wirtschaftliche Schwierigkeiten und so kam es 1885 zur Übernahme. Das neue Unternehmen firmierte fortan unter Schmidt, Kranz & Co. und konzentrierte sich in der Zeit um die Jahrhundertwende auf die Produktion von Dampfmaschinen, Dampfkesseln und Bergbaumaschinen. Im Jahr 1905 wurde es in eine Aktiengesellschaft umgewandelt, den Vorsitz bildeten Carl Kruse und Richard Kranz. In den darauffolgenden Jahren war das Unternehmen mit erheblichen Absatzproblemen konfrontiert und musste Personal entlassen. Während des Ersten Weltkrieges wurden Granaten produziert.

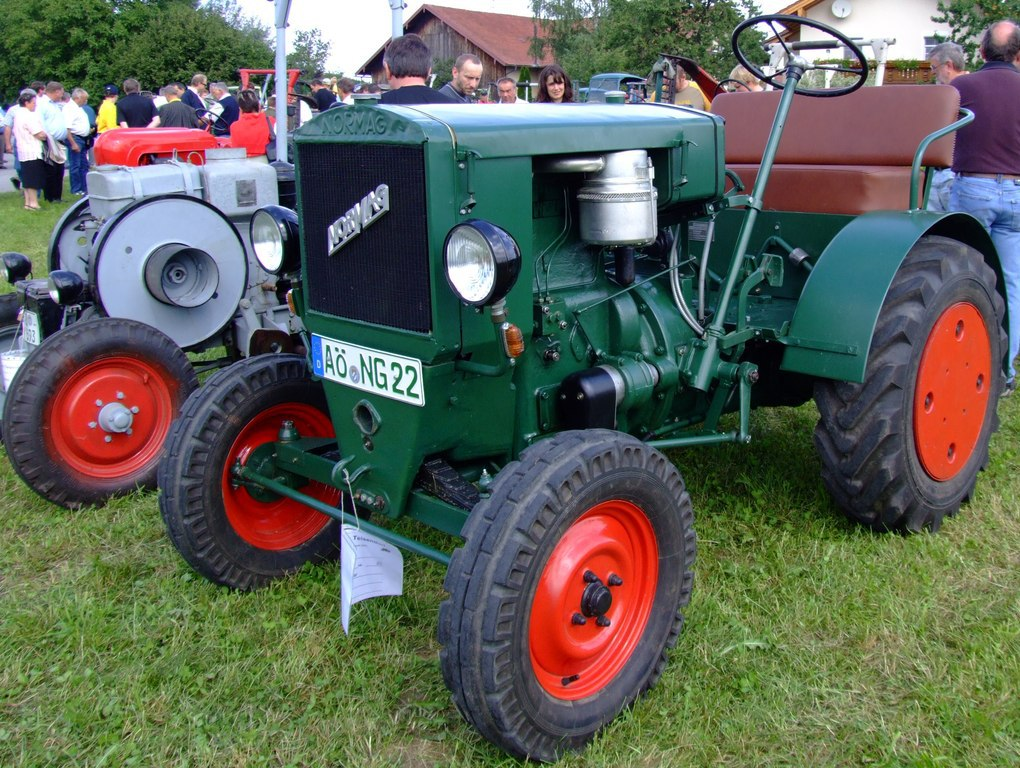
Ein 1940 bei Normag gebauter NG22

Nach dem Krieg setzten sich die wirtschaftlichen Schwierigkeiten fort und die Mitarbeiterzahl reduzierte sich auf 240 im Jahr 1925. Auch die 1927 neu eingesetzten Vorstände Ernst Hoffmann, Carl Dyckerhoff und Karl Glinz brachten zunächst kaum Besserung. Erst Anfang der 1930er Jahre gelang dem Unternehmen der wirtschaftliche Aufschwung. 1935 begann die Entwicklung und Fertigung von Schleppern mit Dieselmotor und zwei Jahre später wurde dieser Produktionszweig in das neu gegründete Tochterunternehmen Normag GmbH verlagert. Nach dem Tod von Karl Glinz übernahm sein Sohn Hans Karl Glinz 1937 den Unternehmensvorsitz. Während des Zweiten Weltkrieges herrschte weiterhin eine gute Auftragslage. Teilweise wurden auch Rüstungsgüter produziert. Die Mitarbeiterzahl stieg in dieser Zeit beträchtlich. So wuchs die Belegschaft 1941 auf rund 1200 und 1944 auf etwa 1700 Beschäftigte an. Darunter befanden sich auch zahlreiche französische Kriegsgefangene und Fremdarbeiter.

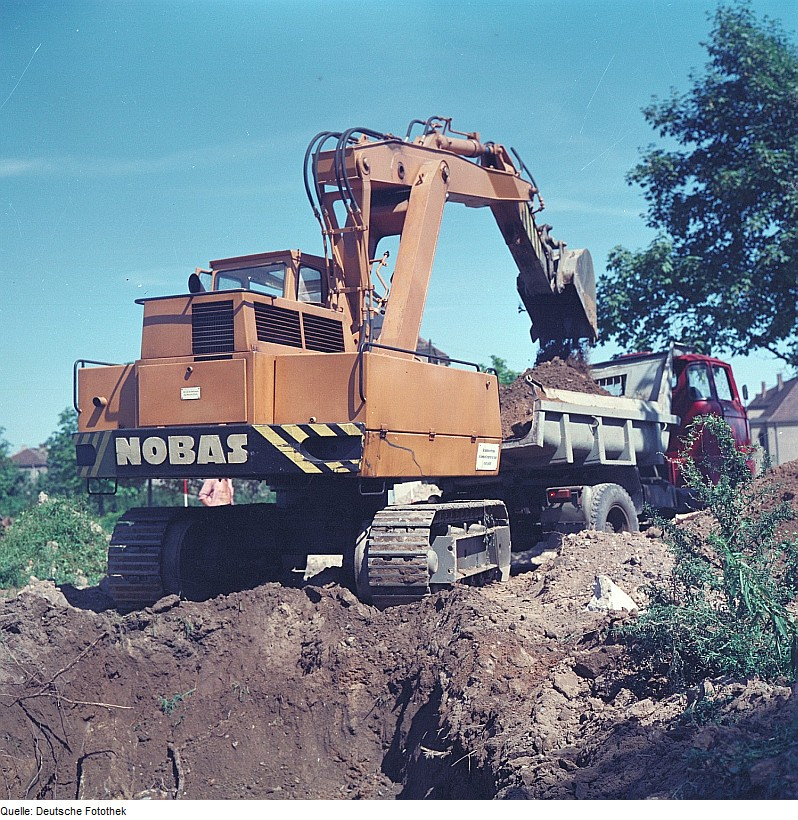
Nobas-Hydraulikbagger aus dem Jahre 1972

Die Luftangriffe während des Krieges überstand das Werk unbeschadet. Am 11. April 1945 erreichte die US-Armee Nordhausen und damit auch die Werkshallen des Unternehmens. Dort fand sie unter anderem Bauteile aus der Raketenproduktion, die aus der KZ-Bauanstalt Lager Dora im Kohnstein stammten. Mit Unterstützung der US-Armee übersiedelte Hans Karl Glinz mitsamt Maschinen, technischen Unterlagen sowie einigen Fachkräften nach Zorge und baute dort mit der Normag-Zorge GmbH eine neue Schlepperfertigung auf. Die leeren Werkshallen wurden am 1. Juli 1945 von der Sowjetarmee besetzt und kurze Zeit später unter Sequestration gestellt.
In den ersten Nachkriegsjahren wurde zunächst der Generatorschleppers NG 25 D aus noch bereitliegenden Teilen hergestellt. Zwischen 1946 und 1948 entstanden auf diese Weise knapp 240 Exemplare. 1948 erfolgte schließlich die Übertragung des ehemaligen Werksgeländes in Volkseigentum und anschließend die Gründung des VEB ABUS Nordhausen (Allgemeiner Bagger- und Schwermaschinenbau). In den darauffolgenden Jahren wurde ein Baggerherstellungsbetrieb errichtet, um rasch die in der DDR dringend benötigten Maschinen für den Aufbau zu erhalten. 1953 erhielt der Betrieb den Namen VEB Maschinenbau Nordhausen; 1956 wurde er in VEB Schwermaschinenbau NOBAS Nordhausen umbenannt. Fortan wurden unter dem Markennamen Nobas Seilbagger und ab 1958 auch Hydraulikbagger für die DDR und in ähnlichen Stückzahlen auch für den Export gebaut.
Ab Anfang der 1960er Jahre unterstand der Betrieb dem VVB Bau-, Baustoff- und Keramikmaschinen in Leipzig. Diese Zuordnung wurde bei der Kombinatsbildung zum 1. Januar 1979 aufgelöst und stattdessen das VEB Kombinat Baukema Leipzig eingesetzt. Nach der Wende kam es zur Umwandlung in eine Aktiengesellschaft und 1991 in eine GmbH. 1993 erwarb die GP Günter Papenburg AG das Unternehmen und vereinigte es 1995 mit der Halleschen Baumaschinen AG (vormals VEB Baumaschinen Halle) zur HBM-NOBAS GmbH. Von 1998 bis 2015 war die HBM-NOBAS GmbH Bestandteil der GP Günter Papenburg AG. Seit 2015 firmiert das Unternehmen eigenständig als GP Papenburg Maschinenbau GmbH. Alleiniger Geschäftsführer ist seit 8. November 2024 Ingo Köstner.

## Produkte

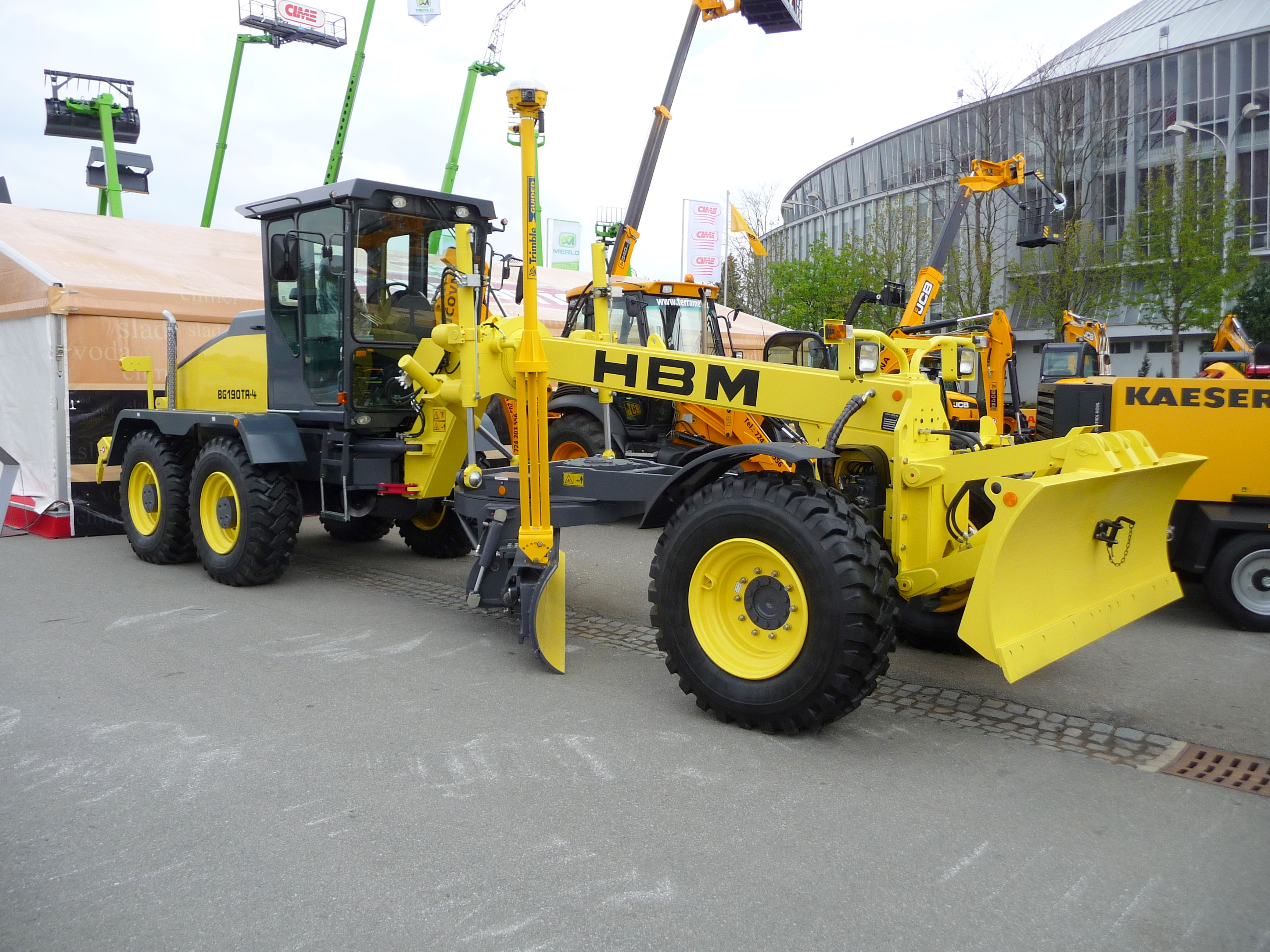
Grader BG190TA-4

Das Unternehmen entwickelt und fertigt gegenwärtig (Stand August 2022) ausschließlich Grader und verkauft sie weltweit unter dem Markennamen HBM. Insgesamt gibt es sechs verschiedene Modelle mit einem Gewicht zwischen 7 und 23 Tonnen. Teilweise sind die Modelle auch mit Allradantrieb verfügbar. Die Maschinen kommen überwiegend im Verkehrswegebau und Erdbau zum Einsatz. Eine Besonderheit stellt ein spezielles Modell mit geringer Bauhöhe für den Untertagebau dar.